# Агиосоритисса

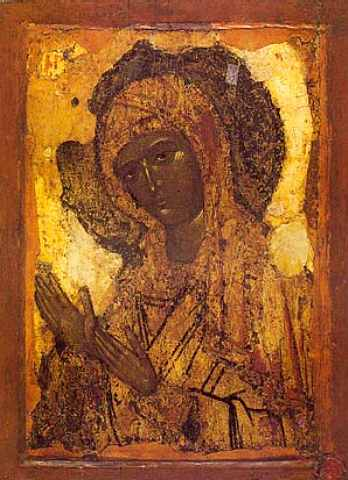
Агиосоритисса. Халкопратийская икона Божией Матери. Из центрального иконостаса Успенского собора Московского Кремля. Византия. Конец XIV века

Агиосорити́сса (греч. ἡ Ἁγιοσορίτισσα, происходит от названия часовни греч. Ἁγία Σορός (Агиа Сорос — святой Раки) при Халкопратийском храме Богородицы в Константинополе), Святорачица, Халкопратийская — один из типов изображения Богородицы без Богомладенца, обычно в повороте три четверти с молитвенным жестом рук.
Известен по ряду византийских источников не позднее IX—X веков, получил широкое распространение в византийском искусстве XII—XV веков. Иконографически восходит к деисусной композиции, где Богородица обращается к Христу с молением (греч. деисис) за род человеческий, отсюда ещё одно именование — Заступница. Изображения Божией Матери из деисуса исследователи также относят к типу Агиосоритисса. В греческой традиции подобные иконы именуются Параклесис (Просительница), чаще всего (особенно в искусствоведении) этот эпитет присвоен изображениям Богородицы, держащей в руках свиток с текстом Своего моления к Сыну.
Один из видов икон, представляющих Богородицу Параклесис (Агиосоритиссу), в русской иконописи получил название Боголюбская (по имени князя Андрея Боголюбского), которому, по преданию, явилась Богоматерь со свитком в правой руке и с левой рукой, простёртой на молитву к видимому на возду́хе Христу. Подлинная икона, находящаяся во Владимире, считается чудотворной. На таких иконах «восстанавливается» деисусная композиция, к части которой восходит икона Агиосоритиссы: Богородица представлена стоящей в рост, в молитвенном обращении к Своему Сыну, изображаемому в небесном сегменте в верхнем углу. К ногам Божией Матери припадает святой Андрей Боголюбский, а также часто и дополнительно избранные персонажи, число и состав которых чрезвычайно различен в разных изводах. На Боголюбской иконе Богородица изображается в роли заступницы и посредницы, но присутствуют и идеи композиций Оранты и Одигитрии, указывающей путь припадающим.
На Западе несколько особо чтимых икон такого типа находятся в Риме, попав в Вечный город с Востока разными путями и в разное время (Богородица Эдесская, Божия Матерь Санлукская (Арачели), Богоматерь Сан Систо, алтарный образ церкви Санта-Мария-ин-Виа-Лата). Все они имеют византийское происхождение и почитаются в течение многих веков как чудотворные, привлекая православных и католических паломников из разных стран. Несмотря на то, что исследователи датируют эти изображения VIII—XIII веками, церковные летописи и легенды приписывают их авторство евангелисту Луке. В связи с этим подобный тип изображений популярен в Риме под наименованием Мадонны Адвокаты (лат. Madonna Advocata — Мадонна призывающая) , невзирая на его восточно-христианские корни — с этих почитаемых икон было сделано довольно много списков, которые впоследствии украсили собой главные алтари католических и православных церквей по всей Италии и также прославились своими чудотворениями.

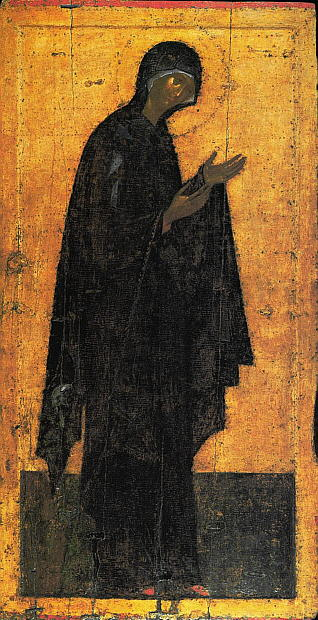
Деисусная икона Богородицы из иконостаса Благовещенского собора Московского Кремля. Феофан Грек (?). Конец XIV — начало XV века
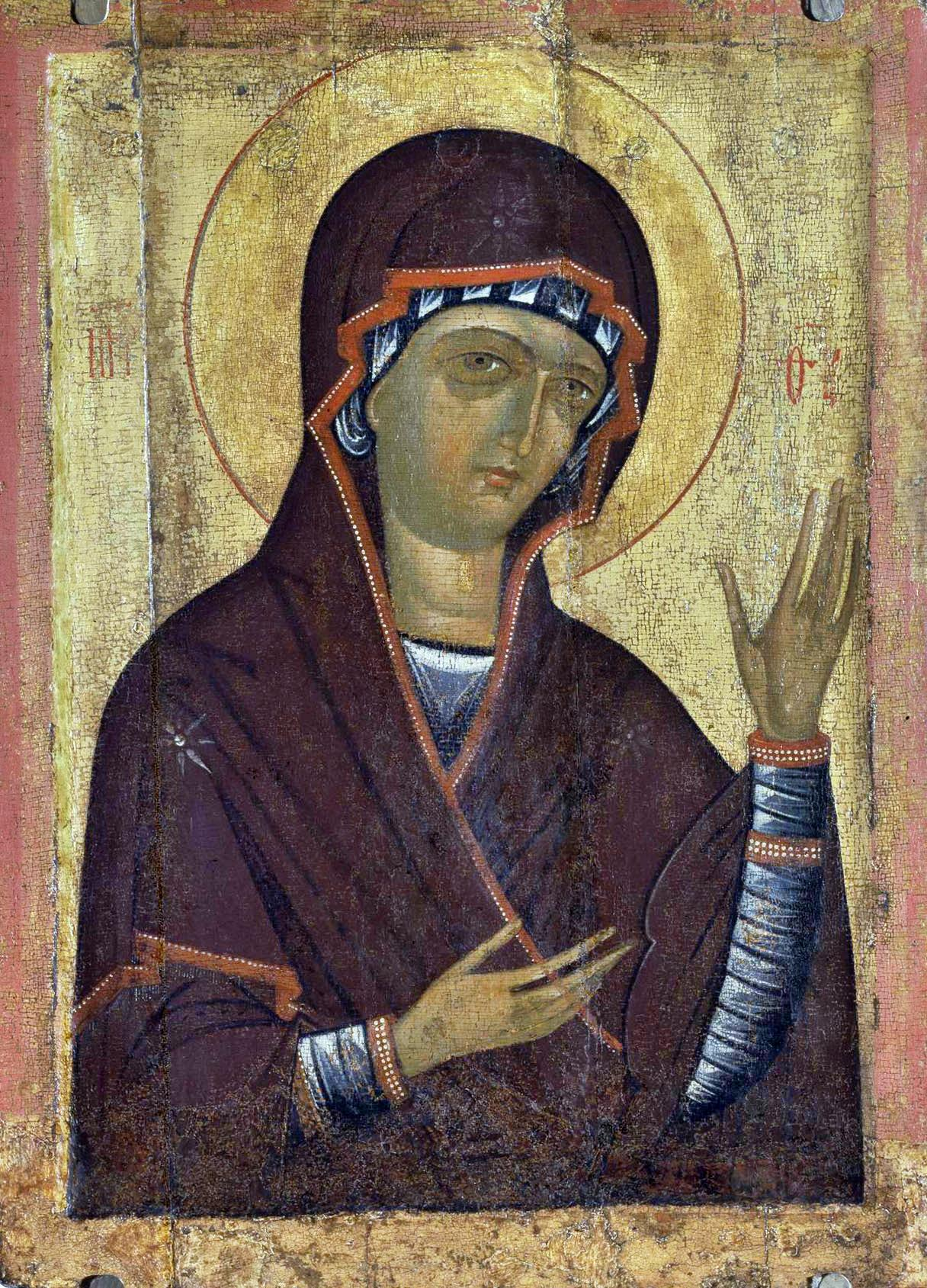
Деисусная икона Богородицы. Тверь. Первая половина XV века. ЦМиАР, инв. № КП 441
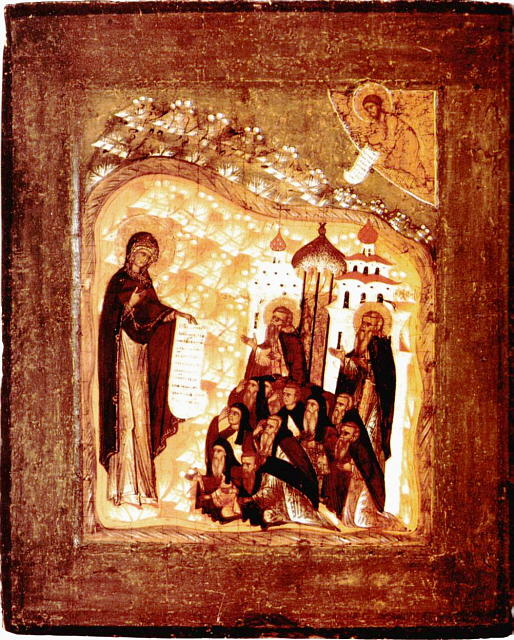
Боголюбская икона Божией Матери с предстоящими Зосимой и Савватием Соловецкими. Из старообрядческой молельной Волкова кладбища. Санкт-Петербург. XVII век
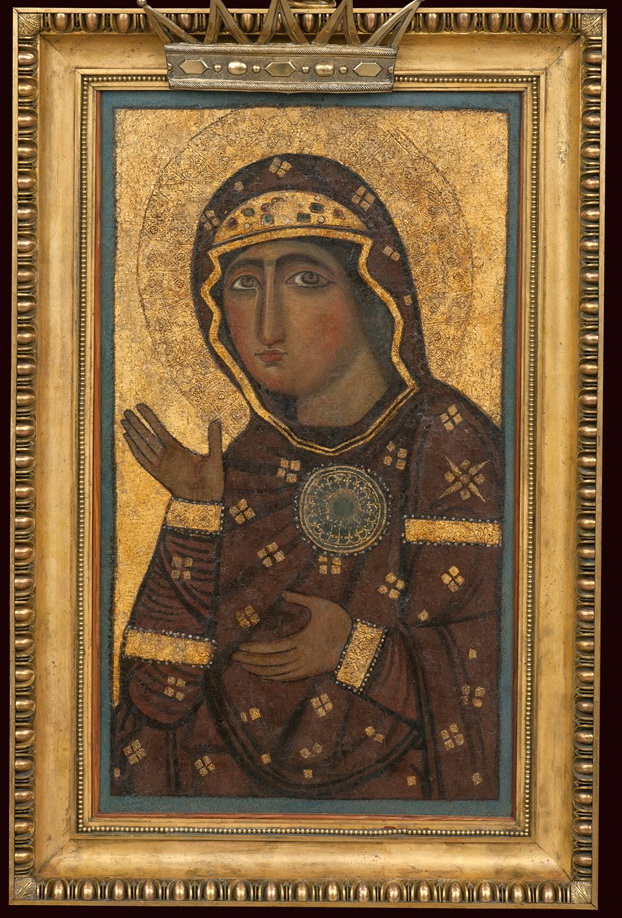
Божия Матерь «Эдесская» (Мадонна ди Сант-Алессио) из церкви Святого Алексия в Риме. Византия, XII век
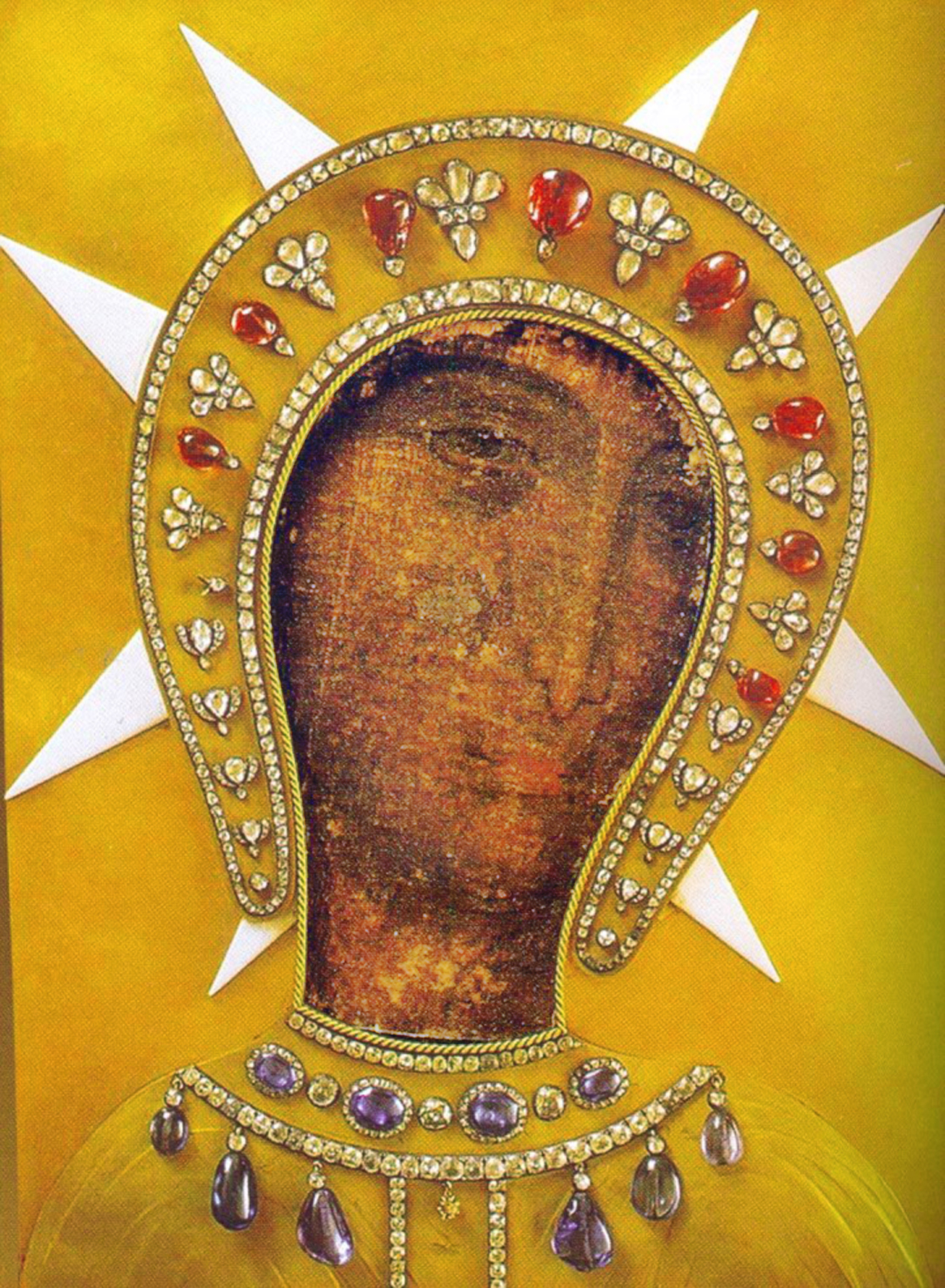
Филермская икона Божией Матери. 46 год. Ныне в Цетинском монастыре